# نالوت

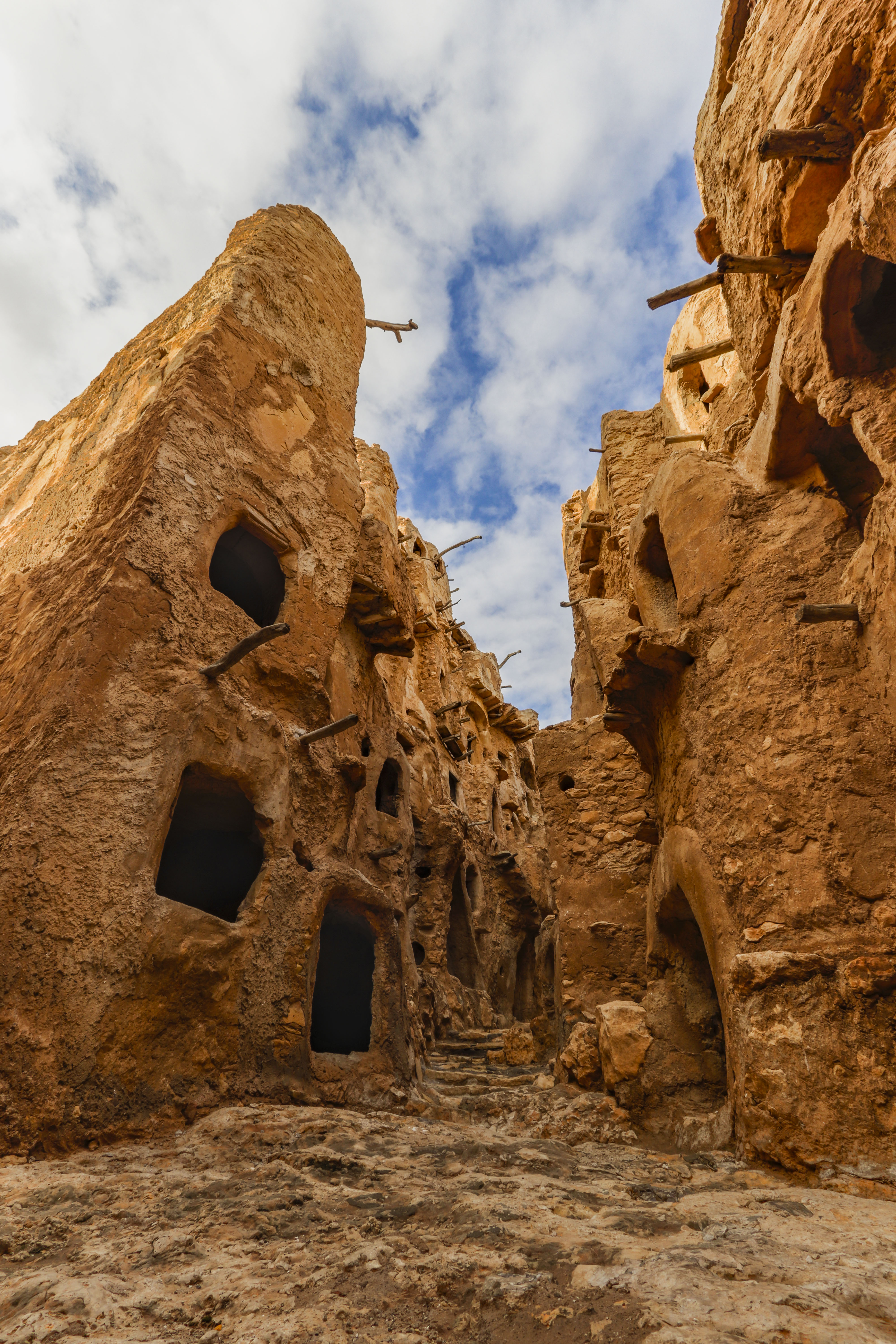
قصر نالوت من الداخل.

نالوت أو لالوت (بالأمازيغية: ⵏⴰⵍⵓⵜ) مدينة ليبية ومركز محافظة نالوت في جبل نفوسة (أو الجبل الغربي). تقع على بعد 276 كيلومترا جنوب غرب العاصمة طرابلس على خط عرض (31,52ْ) درجة وعلى خط طول (10,59ْ) درجة. وتعدّ نالوت ثالث أكبر مدن النطاق الجبلي بعد غريان ويفرن وهي آخر هذه المدن من ناحية الغرب. ترجع أهميتها قديماً إلى وقوعها على طريق القوافل بين الساحل والصحراء ولقربها من الحدود مع تونس والجزائر. كان لها دور كبير في ثورة 17 فبراير بعدما أن دعمت مدن الجبل عن طريق معبر وازن ذهيبة الحدودي.

## تاريخها
عندما قدم الرومان إلى ليبيا وجدوا قصرها قائماً حيث يشتهر سكانها بالكرم، مما رفعوا رايتهم عليه وأقاموا فيها حامية تمثل الخط الدفاعي الثالث.
في العهد العثماني آوت نالوت غومة المحمودي عندما هرب من سجن الأتراك في طربزون عام 1855م، تم إيواؤُه في نالوت بعد قدومه من تونس، وفي عهد الاستعمار الإيطالي قدَّمَت المدينة العديد من أبطالها، على رأسهم المجاهد خليفة بن عسكر الذي أعلن الثورة عليهم، ومن نتائجها كانت معارك «لقن عمران» و«الجويبية» و«تكوت» وغيرها.
وصفها العديد من العلماء المؤرخين والرحالة بالعديد من الصفات، قال عنها الشماخي في كتابه السير مدينة الأشياخ والعِلم أي أنها مدينة العِلم والعلماء، كما وصفها الرحالة الفرنسي «هنري دوفيريه» عندما مر بها عام 1860م وهو في طريقه إلى غدامس،[بماذا؟] وكما وصفها الرحالة الفرنسي «جورج ريمون» حيث مر بها سنة 1912م وهو قادم من ذهيبة في الحدود الليبية التونسية.[بماذا؟]

## أهم المعالم السياحية للمدينة القديمة

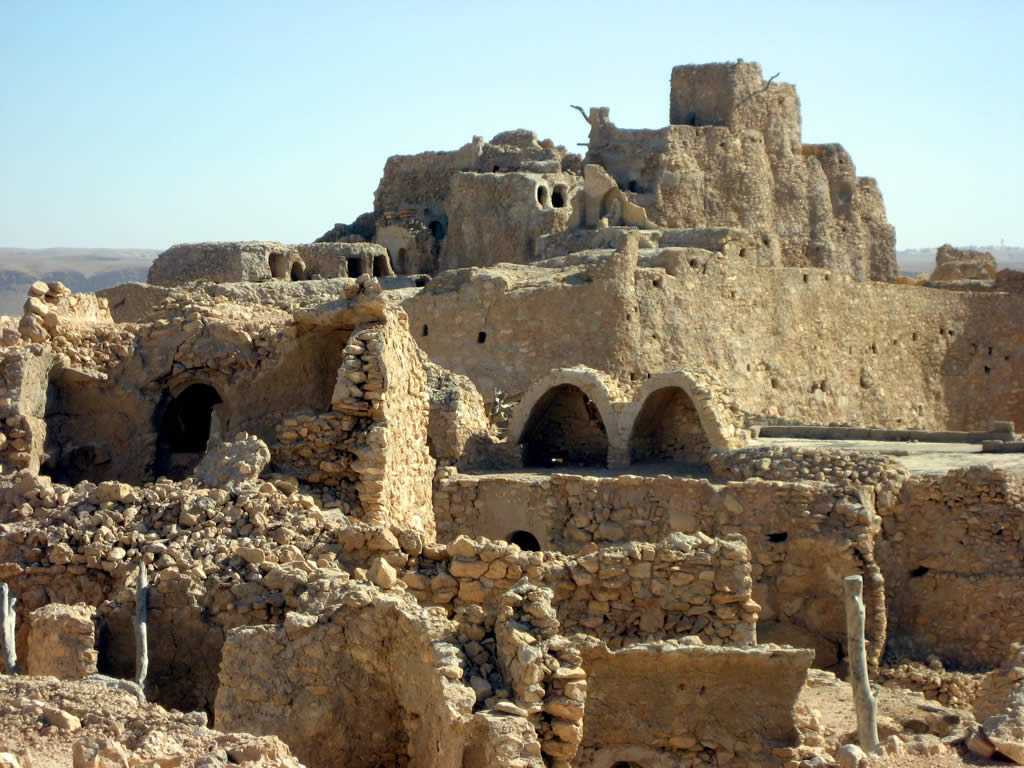
قصر نالوت الأثري

- قصر نالوت أقدم القصور في ليبيا، وأكبرها حجماً ومن أجملها. أنشئ هذا القصر قبل القرن السابع من قبل الميلاد. أعيد ترميمه أكثر من مرة بسبب العوامل المختلفة، وهو مشيد من الحجارة والجبس، ويصل إلى ستة طوابق، ويوحي شكله ووضع غرفه أنه بني أصلاً للتخزين لا للسكن. يبلغ عدد غرفه نحو 400 غرفة.[بحاجة لمصدر]

توجد قرب نالوت آثار قصر الدقيجة وقصر الثلثيين، وشرقًا توجد مدينة تيغيت وقصرها التاريخي وبالقرب منه مقام أو مصلى عاصم السدراتي، أحد حملة العلم الخمسة إلى شمال أفريقيا الذي كان يزور المشايخ في لالوت ويجتمع بهم حتى قُتل مسمومًا في القيروان.[بحاجة لمصدر] وإلى الشمال منها تقع آثار مدينة تالات وتيركت وجامع شيخها أبي زكريا بن أبي يحيي الأرجاني.[بحاجة لمصدر]
- متحف نالوت للديناصورات

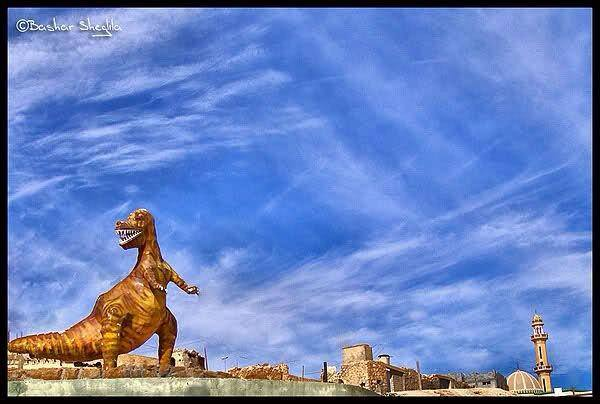
مجسم ديناصور نالوت في مدخل المدينة

افتتح متحف يحتوي على عظام ديناصور لاحم اكتشف في جبال نالوت، وبعض المجسمات التي تشرح نوع هذا الديناصور النادر. أنشئ مجسم ديناصور نالوت في مدخل المدينة.
من مواقع نالوت الطبيعية غابة سركوكم وغابة الحسيان وواحة الجويبية وغابة المالحة وغابة تنوين وغابة وشيش وغابة إجربن وغابة تودا. تمتاز تلك الغابات والواحات بمياهها العذبة وظلالها الوارفة وأشجارها كالنخيل والزيتون والتين والعنب والكمثرى والتفاح وغيرها من الخضروات والفواكه وبعض النباتات الطبية كالزعتر، وإكليل الجبل.

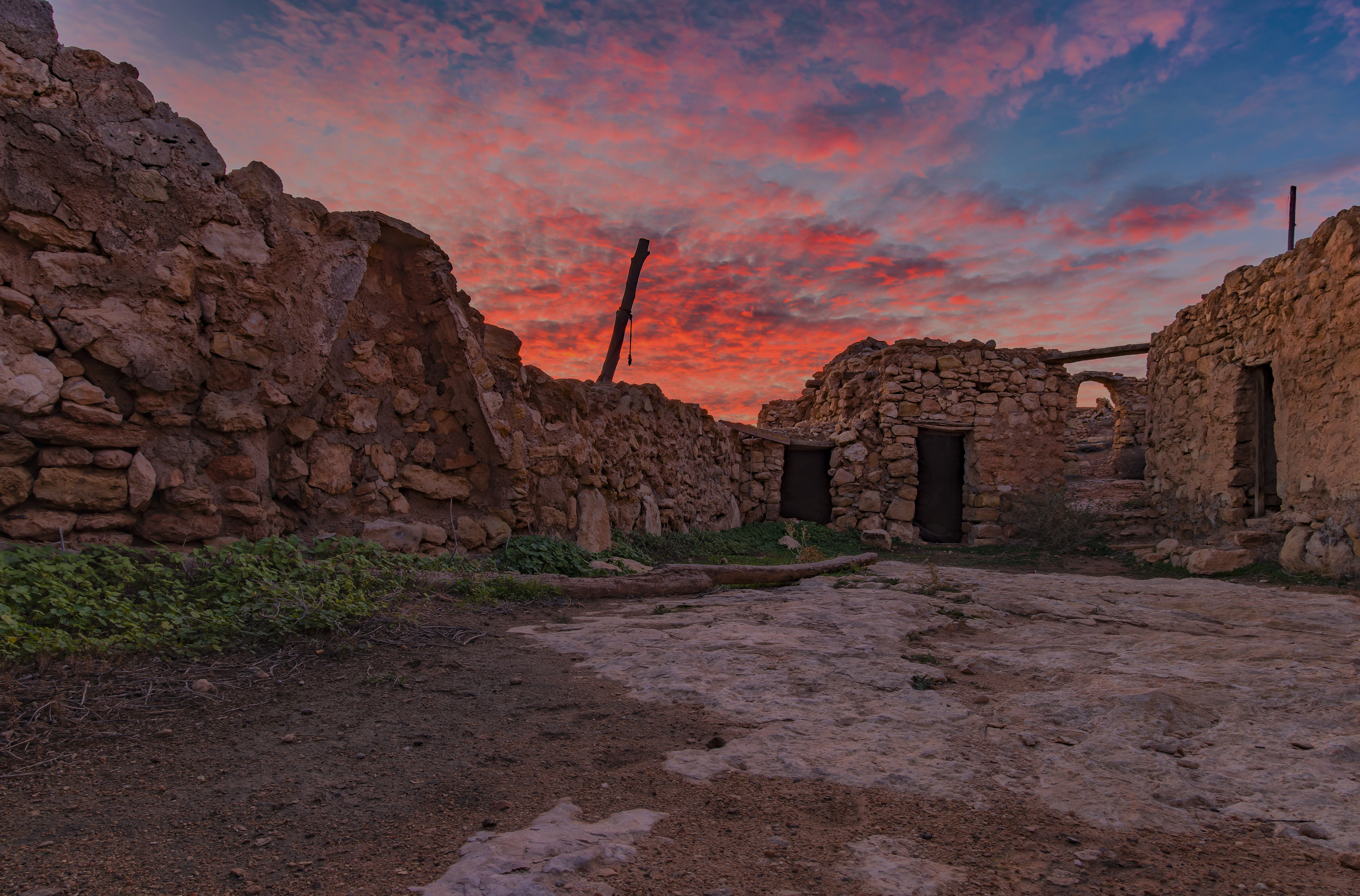
المدينة القديمة عند الغروب

تتبعها العديد من القرى مثل تيغيت، وتيركت، وتالات، وتكوت، وتغرويت، والعجمية، وقنطراره.

## السكان
يزيد عدد السكان عن 26 ألف نسمة في 2012،  يرجع أغلبهم لأصول أمازيغية، لا يوجد بعد ذلك أي إحصاءات رسمية حول عدد السكان.

## أحياء نالوت
- حي الخضوات.
- حي سركوسم.
- حي تونين.
- حي المصلى.
- حي أوخسيب.
- حي بربوج.
- حي القويرنو.
- حي تنمليلت.
- حي الرحبت.
- محلة سيدي خليفة.
- حي تاتزبوت.
- حي عين بانون.
- الحي الإيطالي.
- حي تالات.
- حي برددة.
- حي شداد.
- حي دلالة.
- حي أدبير.
- حي تودا.

## جهادها في ثورة 17 فبراير
كانت من أوائل مدن جبل نفوسة التي انتفضت ضد معمر القذافي وكان لثوارها الفضل الكبير في تحرير معبر وازن وامداد مناطق الجبل بالمواد الغدائية والوقود كما أنها أستقبلت الثوار من مدينة طرابلس (كتيبة ثوار طرابلس).
وكان لها دور كبير في تحرير الجنوب وبني وليد وسبها والعاصمة طرابلس.

## أعلام نالوت
- علي يحيى معمّر (مؤرّخ، وأديب، وداعية).
- عمرو خليفة النامي (كاتب، أديب).
- خليفة بن عسكر (مناضل ومجاهد ضد الإستعمار)
- محمد بن جلداسن اللالوتي (عالم وشيخ وحاكم جبل نفوسة).